# Куренков, Алексей Николаевич
Алексей Николаевич Куренков (1915, Самара — 1992, Москва) — деятель органов государственной безопасности, руководитель Высшей школы КГБ СССР, генерал-майор.

## Биография
Родился в русской семье слесаря. В 1930 окончил 6 классов школы, был учеником столяра, с 1932 работал слесарем на 1-м государственном медеобрабатывающем заводе в городе Кольчугино, одновременно с 1933 учился на рабфаке.
С 1934 по 1939 учился в МВТУ им. Баумана. Член ВКП(б) с апреля 1939, а месяцем ранее направлен на работу в органы государственной безопасности. С марта 1939 являлся следователем, затем помощником начальника секретариата особоуполномоченного НКВД СССР, с 1940 следователь Особой инспекции отдела кадров НКВД — НКГБ СССР. 
С августа 1939 работал в 4-м Управлении оборонительных работ НКВД, с ноября 1941 следователь в военной контрразведке. 
С мая 1943 заместитель начальника следственного отделения ОКР СМЕРШ 39-й армии на Калининском фронте, с августа 1943 старший следователь особой инспекции отдела кадров ГУКР СМЕРШ, с июня 1946 по апрель 1949 в Управлении кадров МГБ СССР. Начальник отдела «ФК» (с 4 июля 1952 — отдел кадров) аппарата уполномоченного МГБ в ГДР с 27 апреля 1949 до марта 1953, с 7 июня 1949 заместитель уполномоченного МГБ в Советской зоне оккупации Германии по кадрам. Затем до 12 августа 1953 являлся начальником отдела кадров аппарата уполномоченного МВД в ГДР, заместителем уполномоченного МВД в Германии по кадрам. 
С 8 февраля по 18 марта был начальником 3-го отдела 2-го Главного управления МВД СССР. 
С 18 марта 1954 до 28 октября 1954 исполняющий обязанности начальника 3-го отдела ПГУ КГБ при СМ СССР. Начальник Высшей школы КГБ при СМ СССР с 28 октября 1954 до 27 февраля 1962. С 1962 до 1964 пребывал в должности руководителя представительства КГБ при МВД Болгарии.

### Звания
- лейтенант государственной безопасности (9 августа 1939);
- майор;
- подполковник (на 1949);
- генерал-майор (14 января 1956).

### Награды
Награждён орденами Отечественной войны II степени (13 сентября 1954), Трудового Красного Знамени (15 сентября 1961), двумя Красной Звезды (26 августа 1954, 5 ноября 1954), четырьмя медалями.